# Samsung Galaxy A7 (2016)
Il Samsung Galaxy A7, chiamato A7 (2016) o A7 6 per distinguerlo dagli omonimi modelli usciti nel 2015, nel 2017 e nel 2018, è uno smartphone (per le dimensioni talvolta definito phablet) di fascia media/medio-alta prodotto da Samsung, facente parte della serie Samsung Galaxy A.

## Caratteristiche tecniche

### Hardware
Il Galaxy A7 è uno smartphone con form factor di tipo slate, le dimensioni sono di 151,5 × 74,1 × 7,3 millimetri e pesa 172 grammi.
Il dispositivo è dotato di connettività GSM, HSPA, LTE, di Wi-Fi dual-band 802.11 a/b/g/n con supporto a Wi-Fi Direct ed hotspot, di Bluetooth 4.1 con A2DP, EDR ed LE, di GPS con A-GPS e GLONASS, di NFC, di radio FM e di supporto ANT+. Ha una porta microUSB 2.0 ed un ingresso per jack audio da 3,5 mm.
Il Galaxy A7 è dotato di schermo touchscreen capacitivo da 5,5 pollici di diagonale, di tipo Super AMOLED con aspect ratio 16:9 e risoluzione Full HD 1080 × 1920 pixel (densità di 401 pixel per pollice), protetto da un vetro Corning Gorilla Glass 4. Le cornici laterali sono in alluminio ed il retro è in vetro (Gorilla Glass 4). La batteria agli ioni di litio è da 3300 mAh e non è removibile dall'utente.
Il chipset è un Qualcomm Snapdragon 615 o un Exynos 7580 Octa, a seconda della versione del dispositivo. La memoria interna di tipo eMMC 4.5/5.0 ha una capacità di 16 GB, mentre la RAM è da 3 GB.
La fotocamera posteriore ha un sensore CMOS da 13 megapixel, dotata di autofocus, stabilizzazione ottica, modalità HDR e flash LED, in grado di registrare al massimo video Full HD a 30 fotogrammi al secondo, mentre la fotocamera anteriore è da 5 megapixel.

### Software
Il sistema operativo è Android, in versione 5.1.1 Lollipop, aggiornabile ufficialmente fino ad Android 7.0 Nougat.
Ha l'interfaccia utente TouchWiz 5.1, che viene aggiornata fino alla versione denominata Grace UX senza che venga effettuato il passaggio a Samsung Experience, di norma presente sulla maggior parte dei dispositivi Samsung aggiornati ad Android Nougat.
Le ultime patch di sicurezza disponibili per questo modello sono diverse a seconda del mercato e oscillano fra gli ultimi mesi del 2017 e febbraio 2019.
Era presente l'assistente vocale S Voice, ormai non più supportato da Samsung.

## Commercializzazione
Il dispositivo è stato immesso sul mercato a fine 2015.
AndroidCentral ha definito l'A7 (2016) "non abbastanza eccezionale", apprezzandone schermo, design, fotocamera ed autonomia della batteria, ma criticandone alcuni problemi dell'interfaccia utente, l'assenza di Android Marshmallow all'uscita e la poca durabilità del retro in vetro. AndroidAuthority l'ha valutato 8.5/10, mentre AndreaGaleazzi.com l'ha valutato 7.8/10.

### Versioni
Versioni
| Sigla    | Mercato            | Differenze                   |
| -------- | ------------------ | ---------------------------- |
| A710F    | Europa, Sudafrica  | Chipset Exynos               |
| A710F/DS | Russia, Kazakistan | Chipset Exynos, dual SIM     |
| A710FD   | Sud-est asiatico   | Chipset Exynos, dual SIM     |
| A710M    | America Latina     | Chipset Exynos               |
| A710M/DS | Brasile            | Chipset Exynos, dual SIM     |
| A710Y/DS | Filippine, Taiwan  | Chipset Exynos, dual SIM     |
| A7100    | Hong Kong, Cina    | Chipset Snapdragon, dual SIM |